# Flughafen Ilulissat

i7
i11
i13
Der Flughafen Ilulissat (grönländisch Mittarfik Ilulissat, dänisch Ilulissat Lufthavn, IATA-Code: JAV, ICAO-Code: BGJN) ist ein Flughafen in Ilulissat im westlichen Grönland.

## Lage
Der Flughafen liegt etwa 3,5 km nordöstlich des Stadtzentrums von Ilulissat und ist über die 3,5 km lange Straße Mittarfimmut Aqqutaa ab dem Nordostrand der Stadt zu erreichen. Er liegt auf einer Höhe von 95 Fuß.

## Geschichte

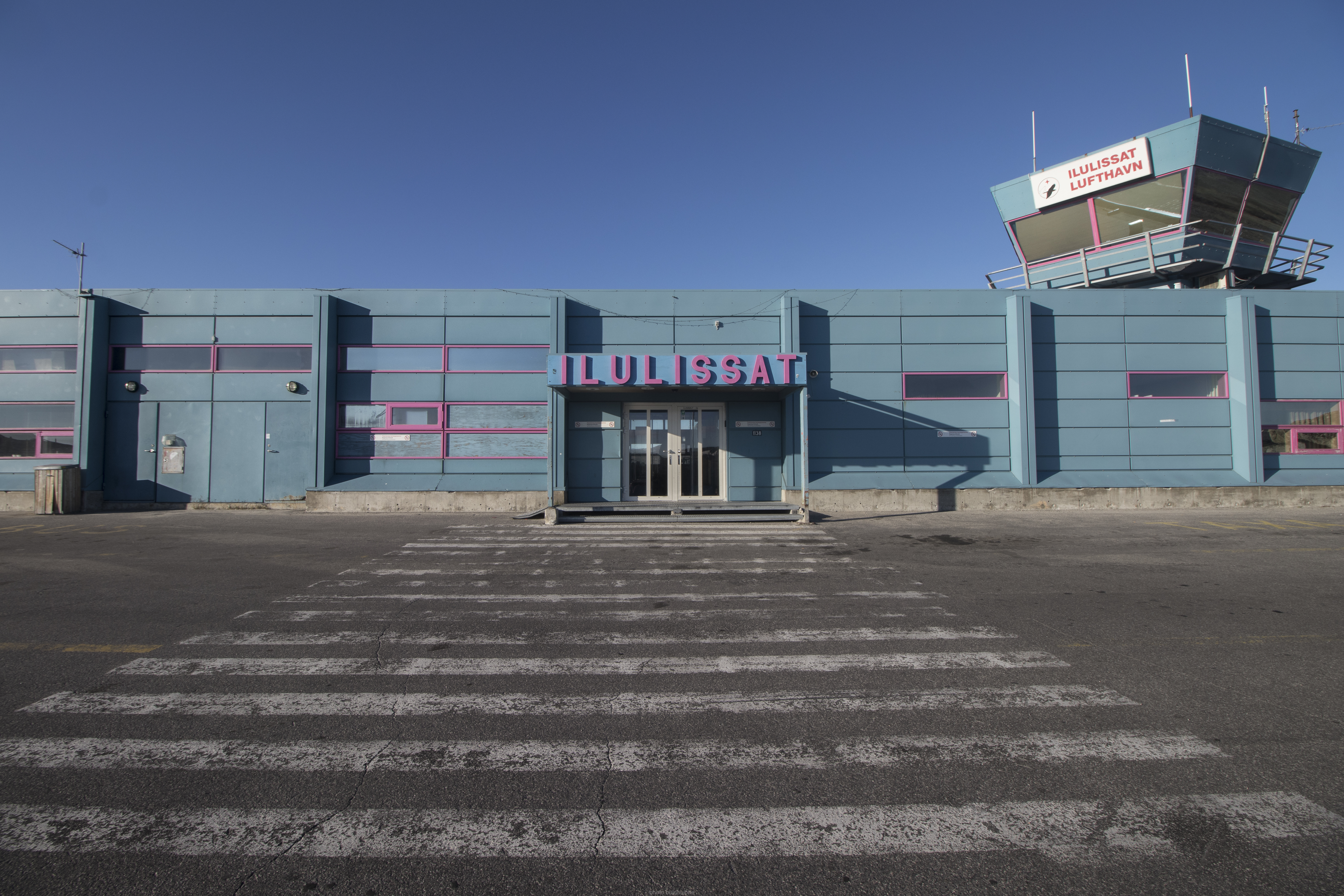
Terminal und Tower (2018)

1978 wurde beschlossen, dass in Ilulissat ein Flughafen gebaut werden soll, der 1983 fertig sein sollte. Am 29. September 1984, dem fünften Jahrestag der Eröffnung des Flughafens Nuuk, wurde der Flughafen Ilulissat offiziell eingeweiht. Dazu wurde das Hotel Arctic eingeweiht. Die Baukosten lagen deutlich höher als in der ersten Planung von 1976, nämlich bei 177 statt ursprünglich 100 Mio. Kronen. Die Bahnlänge von rund 850 m sollte bei Bedarf auf 1000 m ausgebaut werden können.
Im Januar 2020 wurden die Bauarbeiten für ein Ausweitung des Flughafens Ilulissat zu einem internationalen Flughafen mit einer Bahnlänge von 2200 m begonnen. Der Plan war ursprünglich, dass der Flughafen Ende 2023 fertig sein sollte, wurde dann aber auf 2026 verschoben.

## Ausstattung
Der Flughafen verfügt über eine asphaltierte Landebahn (07/25) mit einer Länge von 845 m und einer Breite von 30 m. Es gibt keine Flächenenteisungsanlagen. Ein NDB-Anflug ist in beiden Betriebsrichtungen verfügbar, Sichtflug ist aber ebenfalls gestattet.

## Fluggesellschaften und Ziele
Der Flughafen Ilulissat fungiert als Drehkreuz für den nordgrönländischen Flugverkehr. Air Greenland bietet Flüge zu den Flughäfen Qaanaaq, Upernavik, Qaarsut, Aasiaat, Nuuk und Kangerlussuaq an. Dazu kommen saisonale Helikopterflüge zu den Heliports Qeqertaq, Saqqaq, Qeqertarsuaq und Qasigiannguit. Von Icelandair wird zudem eine Verbindung zum Flughafen Reykjavík angeboten.

Panorama (2008)